# 第一代布萊克本的莫萊子爵約翰·莫萊
约翰·莫萊，第一代布萊克本的莫萊子爵，OM，PC（John Morley, 1st Viscount Morley of Blackburn，1838年12月24日—1923年9月23日），英国政治家。
曾任记者、报刊编辑和国会议员，最高职务任至印度事务大臣、枢密院议长。
出身于布莱克本一个医师家庭。在牛津大学毕业后从事文学活动，曾主编《明星晨报》、《双周评论》。1883年任下议院议员。曾两度出任爱尔兰事务大臣。1905年担任印度事务大臣，任内残酷镇压印度民族运动。为加强对印度的殖民统治，他与印度总督明多策划立法改革，规定全印立法会议中民选代表由三分之一增至二分之一，各省立法会议民选代表可占多数。企图以此收买印度富人阶层，破坏印度民族运动。晚年曾任英国枢密院院长。

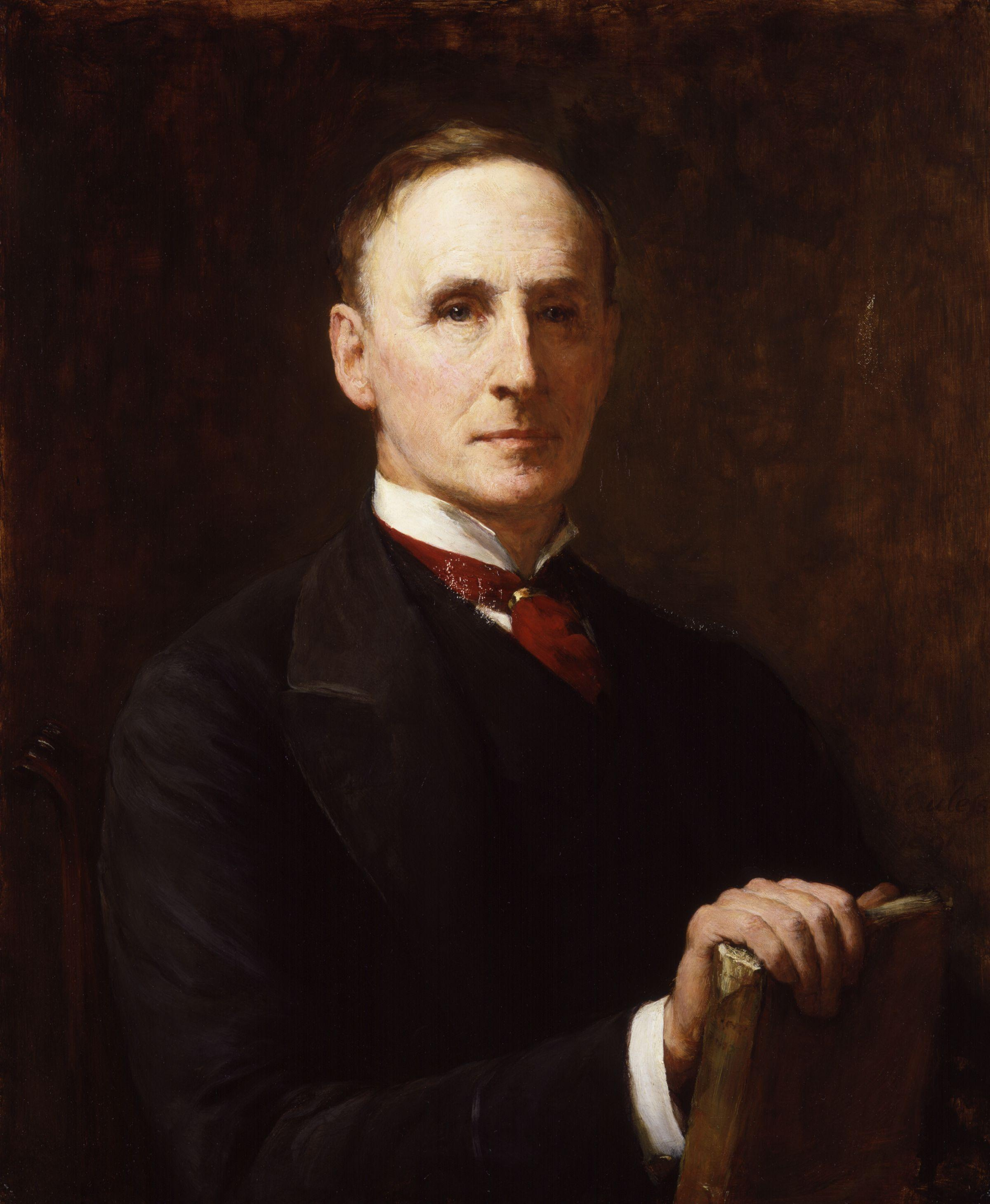
约翰·莫萊